# Palavras fóricas
PALAVRAS FÓRICAS' são espécies de palavras pronominais que remetem a algum outro elemento do texto, dividindo-se em PALAVRAS EXOFÓRICAS, isto é, que fazem referência a elementos que estão fora do texto, ou seja, na situação de discurso e em PALAVRAS ENDOFÓRICAS, isto é que fazem referência a elementos que estão dentro do texto.
As PALAVRAS FÓRICAS são fundamentais tratando-se de referenciação, quanto a:
a) Interlocução: no discurso, alguém fala com alguém, e a palavras fóricas fazem referenciação a estes participantes do discurso.
b) Remissão Textual: no texto, fala-se de pessoas e coisas que participam dos eventos e as palavras fóricas fazem referência a estes participantes.
Pode -se entender também as Palavras fóricas com a natureza dos pronomes demonstrativos, pois os pronomes demonstrativos sempre fazem referenciação:
a)Seja ao contexto, como em:
Quando me davam um texto, eu já sabia como ia fazê-lo. Aí, aquele texto não me interessava.
b)Seja à situação do discurso, como em:
Eu lhe agradeço a presença nesta mesa, nesta ceia.
Reforçando, são aqueles pronomes que fazem referência às pessoas do discurso estabelecendo, entre elas e os seres por eles designados, uma relação de proximidade ou distanciamento, no tempo e no espaço.
Eu comprei este livro para você.